# 蝎虎座BL型天体

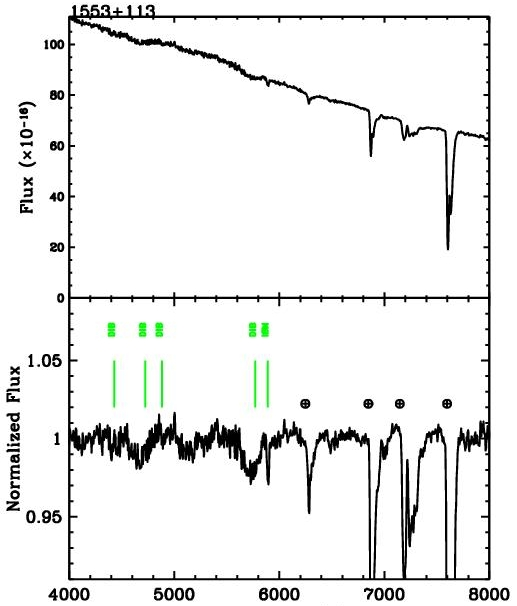
蝎虎座BL型天體PG 1553+11的光譜

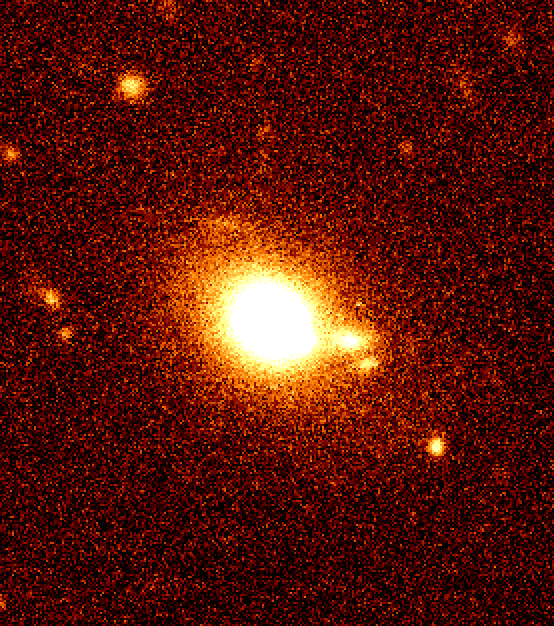
在歐洲南方天文台的新技術望遠鏡上使用R濾波器成像的蝎虎座BL型天體H 0323+022（z=0.147）影像。可以看見宿主星系和非常靠近的夥伴

蝎虎座BL型天體（英语：BL Lacertae object）是一種活躍星系核（AGN）或具有這種核心的星系，並以最早發現的蝎虎座BL為原型來命名。與其它類型的活躍星系核比較，此型具有快速和大振幅通量變化和顯著的光學極化。由於這種特性，此類的原型，蝎虎座BL最初被認為是變星。與更明亮的活躍星系核（類星體）比較，蝎虎座BL型天體在整個電磁波範圍內具有相對無特徵的非熱發射連續體的光譜。這種缺乏光譜線的特徵，在歷史上阻礙了對其性質的識別，並明確地造成測量距離的障礙 。
在電波活躍星系核的統一分類中，由於受到與觀測者視線密切相關的相對論性噴流影響，觀測到的蝎虎座BL核的現象被解釋為在本質上是與低功率電波星系相同。這些活躍的核似乎寄生在巨大的橢圓星系中。從活躍星系核（AGN）的分類來看，蝎虎座BL型天體是耀變體的子類型。所有已知的蝎虎座BL型天體都與由電波源主導的核心相關聯，且其中許多都表現出超光速運動。
耀變體目錄包括所有的類星體，指向觀測者的定向相對論性噴流使觀測者接收到獨特的電波發射頻譜。這包括蝎虎座BL型天體和光學劇變類星體（OVV，optically violent variable），但在一般實務中，耀變體和蝎虎座BL型天體經常混為一談（互換使用）。光學劇變類星體通常比蝎虎座BL型天體更明亮，發射線更強。
蝎虎座BL型天體的一些例子包括蝎虎座BL本身、OJ 287、天秤座AP、PKS 2155-304、PKS 0521-365、馬克利安421、3C 371、W Com、ON 325和馬克利安501。

## 宿主星系
在發現這種不尋常的天體後不久，就注意到這種天體的來源被一種黯淡的雲氣包圍著。在1970年代的後期，使用現代的探測器（例如CCD）使觀測者能夠更精確地探測其性質的特性。在1974年，M.Disney首次成功的使用多種濾鏡拍攝了蝎虎座BL型天體PKS 0548-322的影像，發現它是由一個有著明亮核心的巨型橢圓星系構成的。
2000年，使用哈伯太空望遠鏡對132個蝎虎座BL型天體進行廣泛的調查，其中包括7個篩選有著完整的電波、X射線和光學樣本，研究蝎虎座BL型天體的宿主星系可能的型態。這些資料得出的結論，在拍攝的所有BLL影像中，有2/3檢測到宿主星系，而幾乎所有的星系都有著Z=0.5的紅移。由於蝎虎座BL型天體都足夠明亮，曝光的時間相對較短，只有約1/4（22個中的6個）被解析出Z>0.5 A de Vaucouleurs profile {\displaystyle I(R)\propto R^{\frac {1}{4}}}。在72個解析出的宿主星系中，有58個的亮度超過整體的～+99%，看起來是整體亮度曲線輪廓的首選設定檔。調查結果得出結論：蝎虎座BL型天體中有盤面的數量不超過8%，因此符合所有蝎虎座BL型天體的宿主星系是橢圓星系的假設。這些橢圓星系經過K校正的中值星等 {\displaystyle M_{R}\thicksim -23.7\pm -0.6} mag（均方根離散），都非常明亮；與最亮的星系團星系相當。

## 歷史
在1968年，當約翰·施密特（John L. Schmitt）將蝎虎座BL與電波天體VRO 42.22.01進行匹配時，首次注意到蝎虎座BL型天體的特殊性質。
在一年不到的時間內，其他人觀察到電波通量的變化，並且光是極化的。斯特利特（Strittmatter）在1972年增加了4個天體，並將其歸類。到1976年，已經知道30個這一類的天體。
在2017年，冰立方專案檢測到一個顯然是來自蝎虎座BL型天體TXS 0506+056，能量非常高的中微子。

## 外部連結
- ZBLLAC （页面存档备份，存于） - A spectroscopic library of BL Lac objects